# فولكر اوبتس
فولكر اوبتس (بالألمانية: Volker Oppitz)‏ (16 فبراير 1978 بدرسدن في ألمانيا - ) هو لاعب كرة قدم ألماني في مركز الدفاع. لعب مع دينامو دريسدن وHeidenauer SV ‏.

## وصلات خارجية
- فولكر اوبتس على موقع قاعدة بيانات كرة القدم.إي يو (الإنجليزية)
- فولكر اوبتس على موقع بيانات كرة القدم. دي إي (الألمانية)
- فولكر اوبتس على موقع عالم كرة القدم.نت (الإنجليزية)